# ستيفاني برات
ستيفاني لين برات (بالإنجليزية: Stephanie Pratt)‏ (ولدت في 11 أبريل 1986) شخصية تلفزيونية أمريكية.
في عام 2007، بارزت بعد أن قدمت في المسلسل التلفزيوني الواقع ذا هيلز ، الذي وثق الحياة الشخصية والمهنية لورين كونراد، هايدي مونتاج، أودرينا باتريدج، ويتني بورت.

## روابط خارجية
- الموقع الرسمي
- ستيفاني برات على موقع IMDb (الإنجليزية)
- ستيفاني برات على موقع قاعدة بيانات الفيلم (الإنجليزية)
- ستيفاني برات على موقع كينوبويسك (الروسية)
- ستيفاني برات على أم تي في